# François-Joseph Ier (prince de Liechtenstein)
Cet article concerne un prince du Liechtenstein. Pour les autres dynastes, voir François-Joseph Ier (homonymie).
 (février 2019).
Si vous disposez d'ouvrages ou d'articles de référence ou si vous connaissez des sites web de qualité traitant du thème abordé ici, merci de compléter l'article en donnant les références utiles à sa vérifiabilité et en les liant à la section « Notes et références ».
François-Joseph Ier (1726-1781), est prince de Liechtenstein du 10 février 1772 à sa mort, le 18 août 1781.

## Biographie
Fils d'Emmanuel de Liechtenstein et de Marie de Dietrichstein, il épouse en 1750 Léopoldine von Sternberg (1733-1809).
De cette union naissent :
- Léopoldine de Liechtenstein (1754-1823) ; en 1771 elle épouse Charles Emmanuel de Hesse-Rheinfels-Rotenburg
- Alois Ier, successeur de son père après 1781
- Jean Ier
- Philippe de Liechtenstein (1762-1802)
- Marie-Josèphe-Hermengilde de Liechtenstein (1768-1845) ; en 1783, elle épouse Nicolas Esterházy (1765-1833)